# Dvije dame
Dvije dame je naziv za dvije egipatske božice,  Wadjet i Nekhebet, a bile su blizanke-zaštitnice.

## Opisi božica
Wadjet i Nekhebet su božice "Moćnice" te je njihova zadaća bila čuvati i štititi faraona. One su bile blizanke, Raove kćeri. Wadjet je vjerojatno nastala od Izidine zmije koja je trebala ugristi Ra dok je spavao, jer je Izida htjela saznati njegovo tajno ime. Nekhebet je zaštitnica Gornjeg Egipta, u liku lešinara, a štitila je faraona svojim raširenim krilima, dok je na glavi nosila bijelu krunu. Wadjet je zmija, odnosno kobra, koja je štitila Donji Egipat, te nosi crvenu krunu. Bila je neobična zbog toga što je rigala otrov u oči kraljevih neprijatelja. Faraon je nosio znamenje obje božice na glavi, kako bi ga stalno čuvale, te je zato nazvan "On od dvije gospodarice". Prikaz božice Wadjet zove se ureus, odnosno kobra. Tijekom ujedinjenja Egipta, božice su postale zaštitnice istog faraona, dok su prije štitile svaka svog faraona, u svojoj zemlji. Najpoznatiji njihov prikaz je na Tutankhamonovoj zlatnoj masci.